# Wendover (Utah)
Wendover és una població dels Estats Units a l'estat de Utah. Segons el cens del 2000 tenia 1.537 habitants.

## Demografia
Segons el cens del 2000, Wendover tenia 1.537 habitants, 432 habitatges, i 327 famílies. La densitat de població era de 92,3 habitants per km².
Dels 432 habitatges en un 54,9% hi vivien nens de menys de 18 anys, en un 56,9% hi vivien parelles casades, en un 11,6% dones solteres, i en un 24,1% no eren unitats familiars. En el 16,7% dels habitatges hi vivien persones soles el 3,5% de les quals corresponia a persones de 65 anys o més que vivien soles. El nombre mitjà de persones vivint en cada habitatge era de 3,56 i el nombre mitjà de persones que vivien en cada família era de 4,1.
Per edats la població es repartia de la següent manera: un 39,9% tenia menys de 18 anys, un 13% entre 18 i 24, un 30% entre 25 i 44, un 13,2% de 45 a 60 i un 3,9% 65 anys o més.
L'edat mediana era de 24 anys. Per cada 100 dones de 18 o més anys hi havia 106,7 homes.
La renda mediana per habitatge era de 31.196 $ i la renda mediana per família de 29.722 $. Els homes tenien una renda mediana de 18.417 $ mentre que les dones 20.682 $. La renda per capita de la població era de 10.794 $. Entorn del 24,7% de les famílies i el 26,1% de la població estaven per davall del llindar de pobresa.

## Poblacions més properes
El següent diagrama mostra les poblacions més properes.